# 아키타 사네스에
아키타 사네스에(秋田実季)는 아즈치모모야마 시대부터 에도 시대 전기까지의 무장, 다이묘이다. 아키타 지카스에의 차남으로 태어났다.
| 전임 아키타 지카스에 | 제2대 아키타씨 당주 1587년 ~ 1630년 | 후임 아키타 도시스에 |

| 전임 아키타 지카스에 | 제1대 시시도 번 번주 (아키타가) 1602년 ~ 1630년 | 후임 아키타 도시스에 |